# Flint Firebirds
Flint Firebirds je americký juniorský klub ledního hokeje, který sídlí ve Flintu ve státě Michigan. Založen byl v roce 2015 po přestěhování týmu Plymouth Whalers do Flintu. Od roku 2015 působí v juniorské soutěži Ontario Hockey League (dříve Ontario Hockey Association). Své domácí zápasy odehrává v hale Dort Federal Credit Union Event Center s kapacitou 4 421 diváků. Klubové barvy jsou námořnická modř, bílá, oranžová a stříbrná.
Nejznámější hráči, kteří prošli týmem, byli např.: Nicholas Caamano, William Bitten nebo Fedor Gordeev.

## Přehled ligové účasti
Zdroj: 
- 2015– : Ontario Hockey League (Západní divize)